# Tim Weber
Tim Weber (Morat, 6 febbraio 1990) è un ex hockeista su ghiaccio svizzero, giocava come attaccante.

## Carriera

### Club
Tim Weber iniziò a militare nelle giovanili del SC Bern, compresa una breve esperienza in Prima Lega con l'EHC Rot-Blau Bern, prima di trasferirsi nel 2007 in Svezia presso il Modo Hockey Dopo aver militato nelle formazioni Under-18 e Under-20 esordì anche in Elitserien, collezionando 10 presenze fra il 2008 ed il 2010. L'anno successivo giocò nella United States Hockey League con i Chicago Steel.
Conclusa l'esperienza in Nordamerica firmò un contratto annuale con la formazione di Lega Nazionale B del SC Langenthal, con la quale conquistò il titolo di campione della LNB per la stagione 2011-2012. In 65 presenze con la maglia dei bernesi raccolse 11 reti e 16 assist.
Nell'estate del 2012 giunse l'ingaggio da parte dell'HC Ambrì-Piotta, con un contratto valido fino al 2013. Nella primavera del 2013 firmò un contratto biennale con l'EHC Olten.

### Nazionale
Nella stagione 2007-2008 Weber disputò numerosi incontri con la selezione Under-18, senza disputare però impegni ufficiali. Fra il 2009 ed il 2010 invece con la rappresentativa Under-20 prese parte ai mondiali U20 del 2010, conclusi al quarto posto.

## Palmarès

### Club
- Lega Nazionale B: 1

Langenthal: 2011-2012